# Bus Éireann

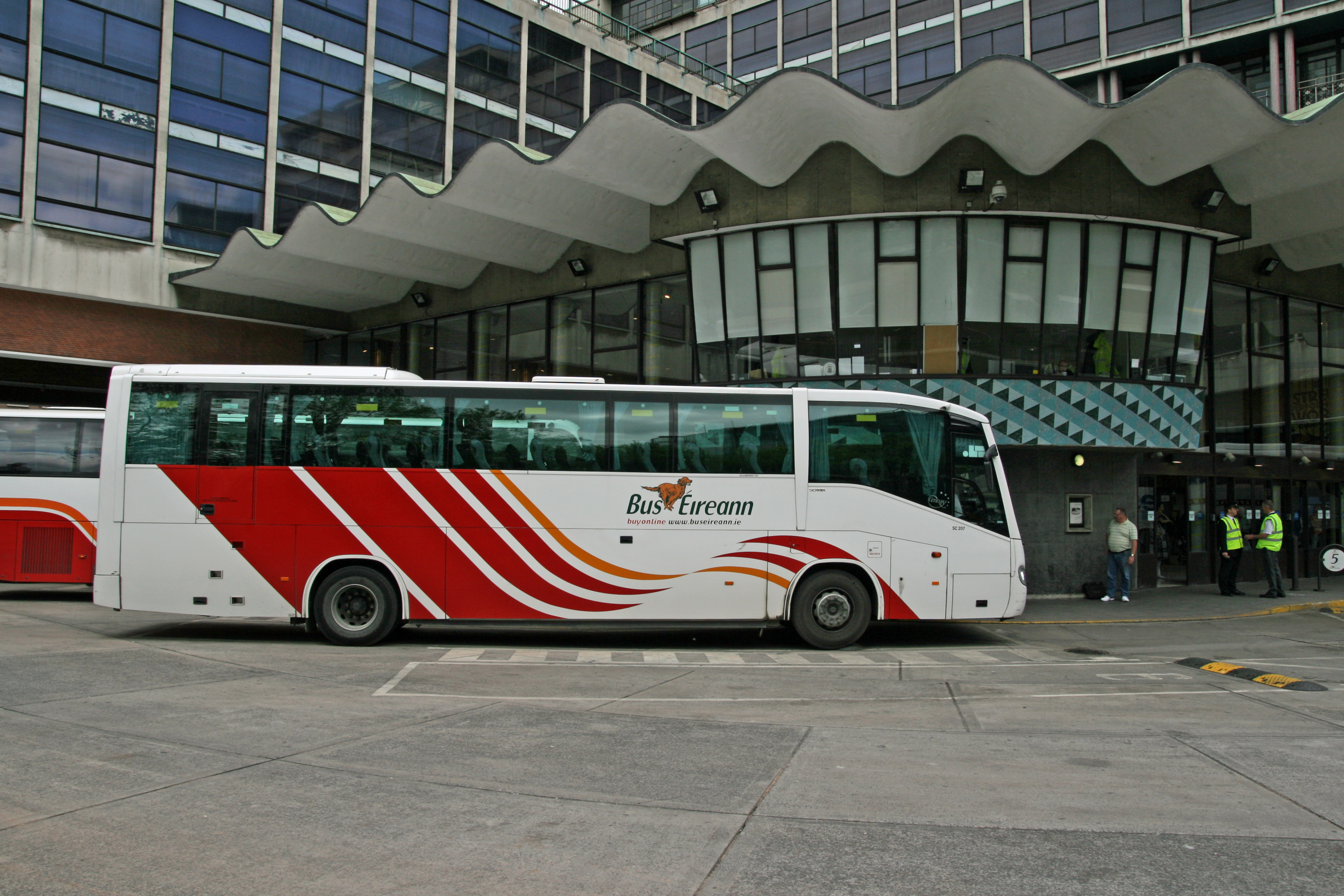
Autobús de Bus Éireann en la estación de autobuses de Dublín, Busáras

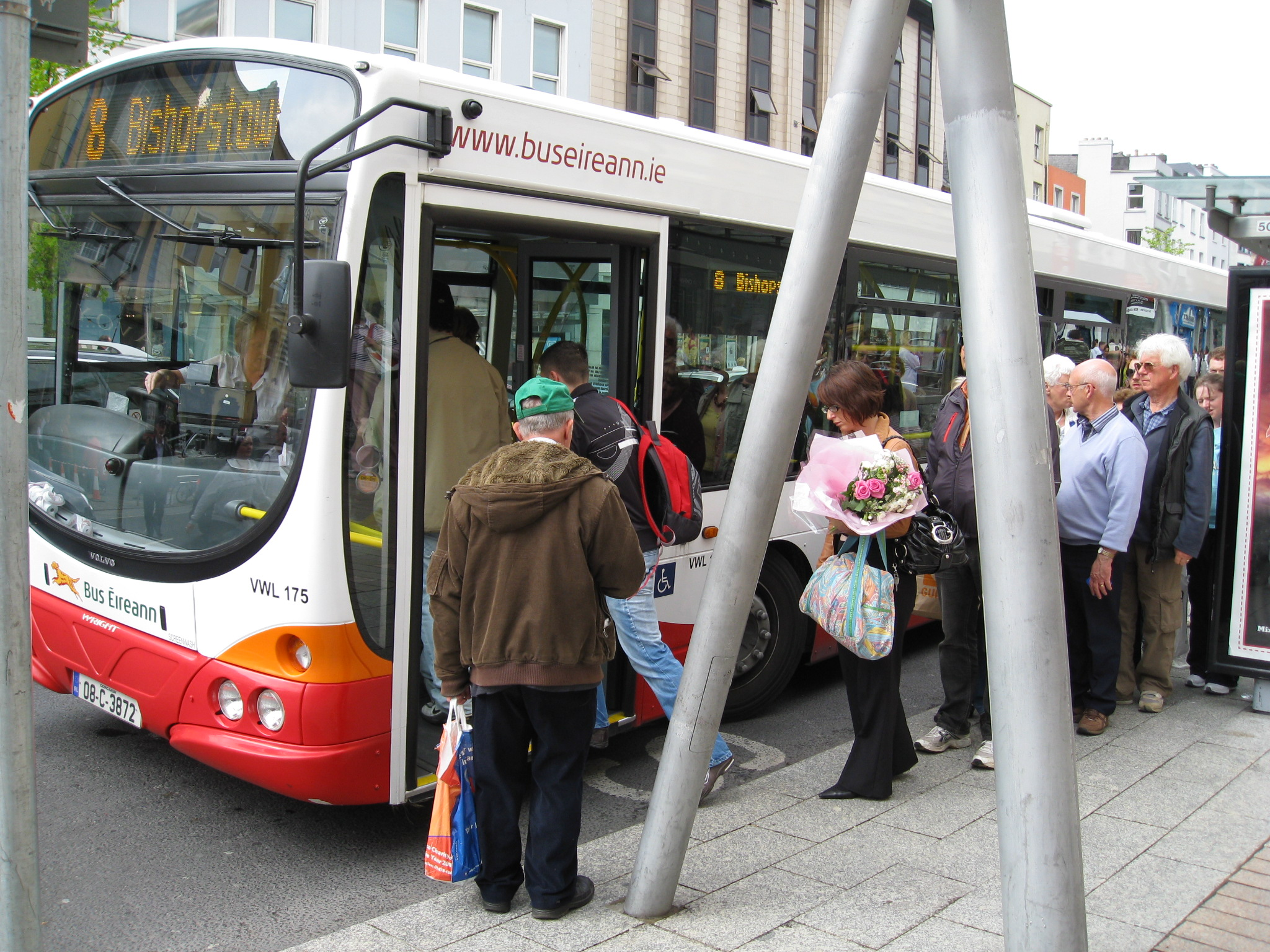
Autobús en Cork, Ruta 8 a Bishopstown

Bus Éireann (Bus irlandés, pronunciación en gaélico IPA: ˈbˠɔsˠ ˈeːɾʲən̪ˠ) es la empresa que ofrece los servicios de transporte de pasajeros en autobús por Irlanda, con la excepción de aquellos que se producen enteramente en la zona de Dublín, que está cubierta por Dublin Bus. 
Bus Éireann se estableció como compañía separada en 1987 y es una subsidiaria de Córas Iompair Éireann. En el logo de Bus Éireann aparece un setter irlandés colorado, una raza canina originaria de Irlanda. El principal centro de operaciones de la compañía es Busáras - Central Bus Station, la estación central de autobuses que se encuentra en Store street, en el centro de Dublín. En 2007 la compañía transportó 96 millones de pasajeros.

## Servicios

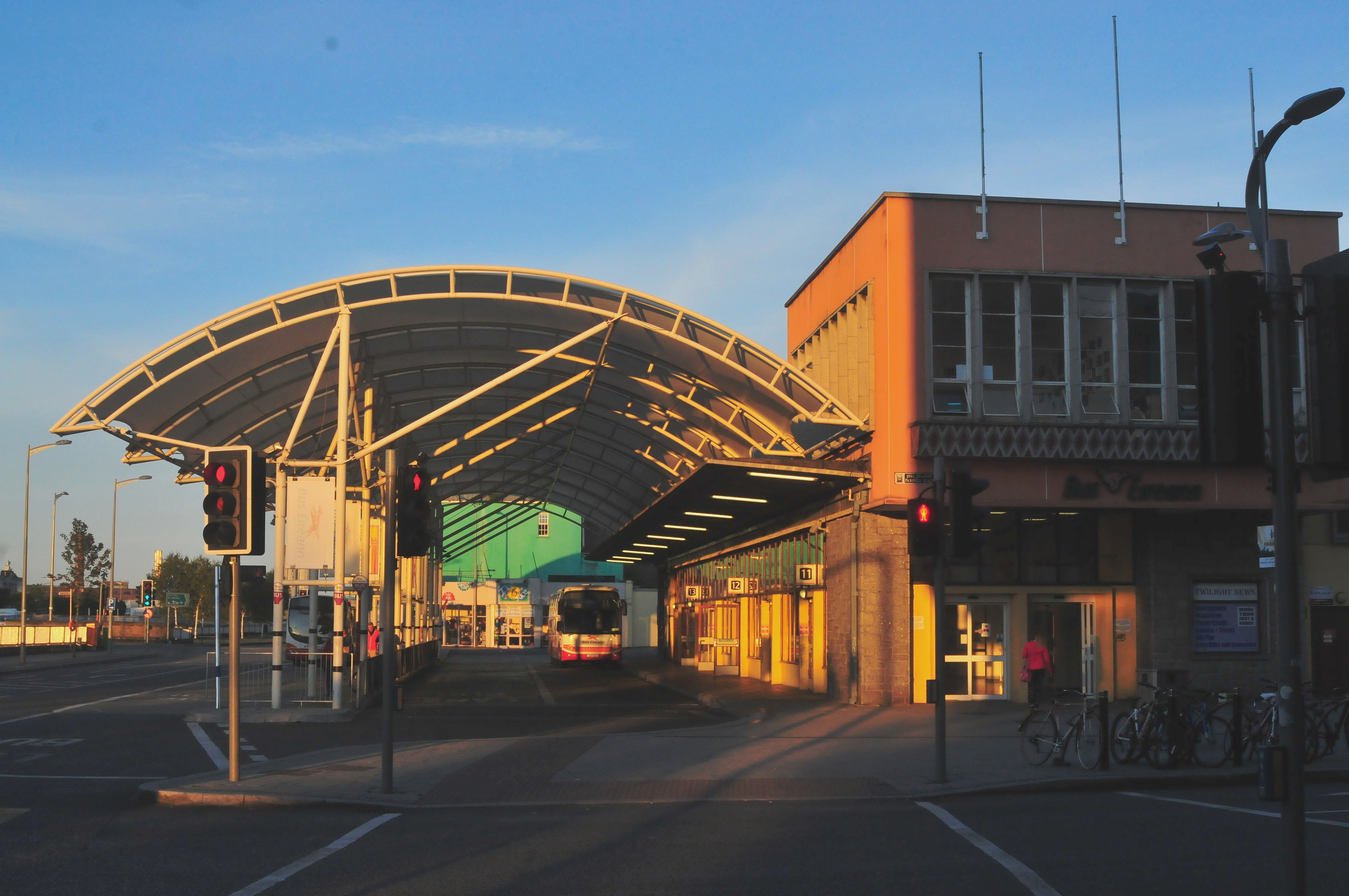
Estación de autobuses de Cork

Los principales servicios de Bus Éireann's en la República de Irlanda y en Irlanda del Norte en asociación con Ulsterbus llevan los nombres de: expressway (intercity), commuter, local y school. También opera servicios urbanos en las ciudades de Cork, Galway, Limerick y Waterford y en los núcleos de Athlone, Balbriggan, Drogheda, Dundalk, Navan y Sligo. 
Ofrece servicios internacionales a Gran Bretaña y Europa continental a través de los puestos de Dublín, Dún Laoghaire y Rosslare dentro del sistema de Eurolines. Entre las ciudades británicas a las que opera se encuentran Londres, Birmingham, Mánchester, Liverpool y Leeds.

## Expansión de los servicios
De acuerdo con las leyes que regulan el transporte en Irlanda,[cita requerida] Bus Éireann debe recibir permiso del Departamento of Transporte para cualquier alteración de sus servicios o nuevas rutas.
El Plan Nacional de Desarrollo[cita requerida] incluía una gran expansión de servicios especialmente en las zonas del Gran Dublín y la compañía incrementó sus servicios en rutas como Dublín/Drogheda/Dundalk, Dublín/Ashbourne, Dublín/Ratoath, Dublín/Dunshaughlin/Navan/Kells/Cavan; esto se debió principalmente al crecimiento económico en la década de 1990 que se conoce como el Tigre Celta.
Bus Éireann introdujo también servicios cada hora en las rutas Dublín/Athlone/Galway, Dublín/Belfast, Tralee/Killarney/Cork/Waterford, Cork/Limerick/Aeropuerto de Shannon/Galway.   
La ruta Dublín/Aeropuerto de Dublín/Newry/Belfast es de operación conjunta entre Bus Éireann y Ulsterbus. De hecho, en el momento de la fundación de la compañía en febrero de 1987, no existían servicios de autobús entre Dublín y Belfast. Hoy en día hay un autobús en cada sentido a cada hora todos los días entre las 0600 y las 2100; esto tiene que ver con varios factores como el desarrollo económico de la República de Irlanda, el proceso de paz de Irlanda del Norte, que también ha contribuido a mejorar la economía norirlandesa y el ascenso del sector de los vuelos de bajo coste, que ha hecho aumentar el número de viajeros a través del aeropuerto de Dublín. En octubre de 2006, se introdujeron nuevos servicios en esta ruta, con salidas a la 0100, 0300, 0500 y 2300, con lo que la ruta se convertía en el primer servicio de 24 horas del país.
Del mismo modo que la ruta Dublín/Belfast, la ruta Dublín/Derry es de operación conjunta. El 4 de septiembre de 2006 comenzó un nuevo horario, incrementando a nueve servicios por día, incluyendo servicios nocturnos.
Bus Éireann ha declarado que pretende desarrollar servicios similares al de 24 horas en la línea Dublín-Belfast en las siguientes rutas:
Donegal-Dublín, Ballina-Dublín, Sligo-Dublín y Drogheda-Balbriggan-Aeropuerto de Dublín-Dublín.
El 20 de enero de 2009, Bus Éireann anunció que tendría que despedir a 320 empleados y retirar 150 buses debido a la crisis económica. Algunos servicios se retirarían de modos permanente y otros se reducirían a causa de los recortes.

## Servicios de turismo
Bus Éireann opera tours turísticos de un día desde Dublín a lugares como Glendalough y Newgrange; desde Cork al anillo de Kerry, condado de Clare, West Cork y Cape Clear Island; y desde Galway, tours de Connemara y el Burren.

## Estaciones
Las estaciones de autobús de Bus Éireann's han mejorado en diversas poblaciones del país.[cita requerida] el mejor ejemplo es la estación de Cork, que se encuentra en Parnell Place en el centro de la ciudad y que fue remodelada como parte de los preparativos para ser Capital Europea de la Cultura en 2005.
Hay otras estaciones nuevas como las de Sligo, Waterford y Letterkenny. La estación nueva de Killarney forma parte del desarrollo de un centro comercial. También Limerick tendrá dentro de poco una nueva estación.

## Seguridad
Bus Éireann se ha visto en varios casos de incidentes mortales en los últimos años. Aquellos en los que estuvieron implicados vehículos de transporte escolar se han investigado intensivamente. En 2005, tras la muerte de cinco escolares en un accidente en el condado de Meath todos los autobuses escolares deben llevar cinturones de seguridad [cita requerida].
También ha habido accidentes de gravedad sin víctimas mortales, como el de un autobús fuera de servicio que se precipitó al río Liffey en Dublín tras una colisión con otro vehículos.

## Flota de vehículos
La compañía utiliza principalmente vehículos fabricados por firmas como Scania, VDL Berkhof y Volvo. 
La flota de Bus Éireann ha recibido inversiones substanciales como parte del Plan Nacional de Desarrollo. La amplia mayoría de la fkota en los servicios "expressway", commuter y local tiene 5 años o menos. Hasta hace poco, los servicios de autobús escolar solían operarse con vehículos de segunda mano. Debido a las recientes regulaciones relativas a los cinturones de seguridad, todos los vehículos no adecuados a la normativa han sido retirados y sustituidos por vehículos más modernos, provenientes en su mayoría de Gran Bretaña.